# Igreja Ortodoxa Ucraniana (Patriarcado de Kiev)

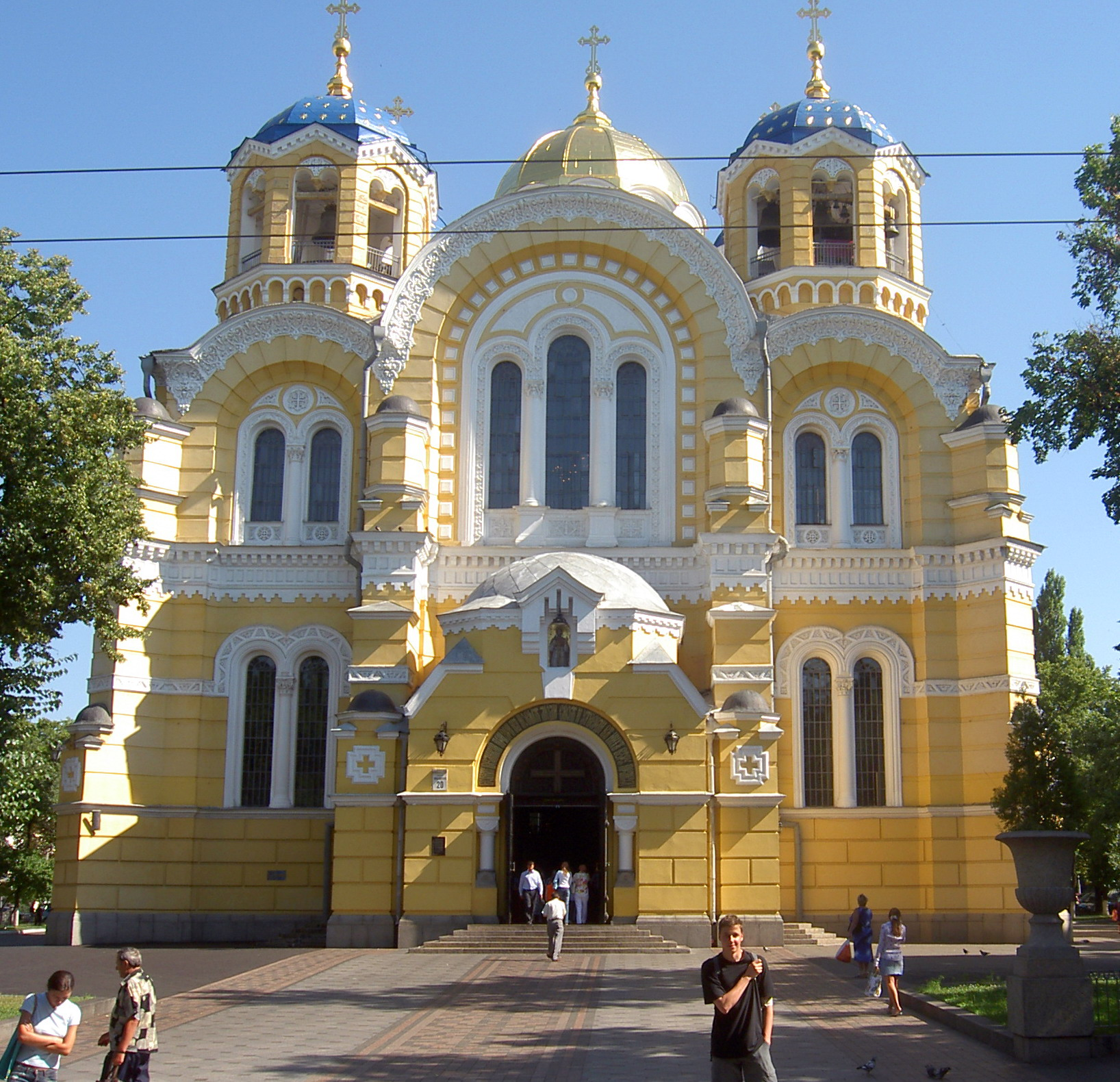
Catedral de São Vladimir, em Kiev

Igreja Ortodoxa Ucraniana do Patriarcado de Kiev (em ucraniano:  Українська православна церква Київського патріархату), ou simplesmente Patriarcado de Kiev (em ucraniano:  Київський патріархат), é uma antiga parte da Igreja Ortodoxa Ucraniana seccionado da Igreja Ortodoxa Russa e não reconhecida por nenhuma jurisdição canônica da Igreja Ortodoxa. Desde 22 de outubro de 1995, seu primaz é Filareto I. Conta com 21 dioceses, 14 monastérios, 4 seminários e 1977 paróquias. Sua sé patriarcal está na Catedral de São Vladimir de Kiev, no centro de Kiev, antes sé do metropolita de Kiev, primaz da Igreja Ortodoxa Ucraniana canônica. Em 1997, o Patriarcado de Moscou excomungou e laicizou todos os bispos, presbíteros e diáconos que compõem o autodenominando Patriarcado de Kiev. O Patriarcado Ecumênico condenou a atitude cismática.

## História
A Igreja se originou em 1992 como resultado de um cisma com a Igreja Ortodoxa Ucraniana, assim que seu locum, o metropolita Filareto, decidiu converter sua sé em uma Igreja autocéfala. Por uma série de motivos, incluindo suas opiniões impopulares a respeito do monasticismo, a maioria dos bispos ucranianos não o apoiou, forçando-o a abdicar de sua posição e migrar para a Igreja Ortodoxa Autônoma Ucraniana, com o apoio do então presidente da Ucrânia Leonid Kravtchuk e de grupos como o UNA-UNSO, que em 2014 se uniria ao Pravyy Sektor. A União entre o clero da Igreja ucraniana autônoma e os seguidores de Filareto, no entanto, se mostrou extremamente frágil, resultando que, após a morte do patriarca Mistislau em 1993, a união se rompesse e o clero de Filareto formasse o Patriarcado de Kiev, cujo primaz foi o patriarca Vladimir (Romaniuk) até a morte deste e a assunção de Filareto em 1995.

## Discussão de canonicidade
Em 1997, a Igreja Ortodoxa Russa aplicou a sanção de excomunhão e laicização a todos os clérigos sob o Patriarcado de Kiev, resultando na sanção de que estes não celebram em nome da Igreja, não possuindo validade canônica, tampouco sucessão apostólica. Em 27 de maio de 2004, o Santo Sínodo do Patriarcado Ecumênico de Constantinopla, incluindo seu primaz o patriarca Bartolomeu, condenou a atitude cismática do Patriarcado de Kiev, em reação a notícias falsas de que Constantinopla teria concedido autonomia a Kiev, decretando que os dirigentes desta jurisdição estariam manipulando informações para se aproveitar da boa vontade dos fiéis ucranianos.
Em 18 de março de 2015, o sínodo da Igreja Ortodoxa Polonesa tomou a decisão de fechar o Mosteiro de Santos Cirilo e Metódio, em Ujkowice, Przemyśl, por comungar clérigos do Patriarcado de Kiev.
No encontro do metropolita Metrófano de Lugansk e Alchevsk, chefe de relações eclesiais exteriores da Igreja Ortodoxa Ucraniana, com a delegação do Conselho Mundial de Igrejas, que teve lugar em 18 de março de 2015 no Mosteiro de Kiev-Petchersk, o metropolita Genádio de Sásima e Capadócia Segunda, disse que a Igreja não chama o Patriarcado de Kiev de patriarcado, mas de cismáticos, pois não os reconhece.
Em 11 de outubro de 2018 o Patriarcado Ecumênico de Constantinopla suspendeu a excomunhão que afligia a Igreja Ortodoxa Autocéfala Ucraniana e a Igreja Ortodoxa Ucraniana do Patriarcado de Kiev.  Mais tarde foi esclarecido em 2 de novembro que o Patriarcado Ecumênico não reconhecia nem a Igreja Ortodoxa Autocéfala Ucraniana nem a Igreja Ortodoxa Ucraniana do Patriarcado de Kiev como legítimas e que seus respectivos líderes não eram reconhecidos como primazes de suas Igrejas.

## Criação da Igreja Ortodoxa da Ucrânia
Em 15 de dezembro de 2018, no Conselho de Unificação, a Igreja Ortodoxa Ucraniana do Patriarcado de Kiev e a Igreja Ortodoxa Autocéfala Ucraniana, junto com dois metropolitas da Igreja Ortodoxa Ucraniana do Patriarcado de Moscou, unificaram-se na Igreja Ortodoxa da Ucrânia.
Após o concílio, Filareto Denisenko tornou-se o "patriarca honorário" da Igreja Ortodoxa da Ucrânia e servirá na Catedral de São Vladimir. Em 16 de dezembro de 2018, Filareto celebrou a Divina Liturgia em que ele usou o cucúlio (paramento dos patriarcas). Filareto declarou em sua homília, que ele ainda era patriarca: "O Patriarca permanece para a vida e, juntamente com o Primaz, governa a Igreja Ortodoxa Ucraniana". Após a Divina Liturgia, ele foi aclamado pelos hierarcas da Igreja como "grande vladyka e pai Filareto, o mais sagrado patriarca de Kiev e toda a Ucrânia-Rus e arquimandrita sagrada da Santa Dormição da Lavra de Kiev-Pechersk". 
Em 6 de janeiro de 2019, foi declarada a independência de Kiev em relação a Igreja Ortodoxa Russa após o Patriarca Ecumênico de Constantinopla assinar um tomos concedendo autocefalia a Igreja Ortodoxa da Ucrânia.

## Restauração do Patriarcado
Apesar da anunciada dissolução da Igreja Ortodoxa Ucraniana do Patriarcado de Kiev, Filareto não deixou de usar um berbigão branco e apresentar prêmios do Patriarcado. Em uma entrevista em 25 de março de 2019, ele declarou: “O Patriarcado de Kiev não existe legalmente, mas realmente existe. Porque existe um patriarca. Portanto, há razões para apresentar ordens. Eu os darei no futuro também.”
Em 9 de maio, Filareto fez uma declaração, da qual se seguiu que, em sua opinião, o Patriarcado de Kiev não havia sido dissolvido de fato e continuava a existir.
Em 14 de maio, o “Apelo do Patriarca Filareto a todo o rebanho ortodoxo ucraniano” foi publicado no site do Patriarcado de Kiev: “O Patriarca Filareto continua sendo o atual hierarca. Tem sua própria diocese - a cidade de Kiev, membro permanente do Santo Sínodo. E como existe um Patriarca atuante, existe também o Patriarcado de Kiev. A Igreja Ortodoxa Ucraniana do Patriarcado de Kiev permanece registrada nos órgãos estatais. Em particular, o Patriarcado de Kiev foi registrado. Isso significa que legalmente o Patriarcado de Kiev continua a existir”.

## Status atual
Em 20 de junho de 2019, Filareto Denisenko, o “patriarca” de longa data do Patriarcado de Kiev e “patriarca Honorário” da Igreja Ortodoxa da Ucrânia, realizou um concílio da Igreja Ortodoxa Ucraniana do Patriarcado de Kiev na Catedral de São Vladimir em Kiev.
Filareto foi apoiado e acompanhado por três outros hierarcas que se juntaram à Igreja Ortodoxa da Ucrânia oriundos do Patriarcado de Kiev, todos de dioceses fora da Ucrânia. Os bispos foram acompanhados por vários clérigos, mais de 200 delegados e cerca de 50 convidados.
Os participantes do concílio redigiram uma Resolução de 10 pontos, que foi publicada pelo site ucraniano Strana.ua. Em particular, o concílio rejeita a extinção do Patriarcado de Kiev, o que, eles argumentam, portanto, invalida o “concílio de unificação” realizado em 15 de dezembro de 2018, e eles rejeitam o tomos concedidos por Constantinopla à Igreja Ortodoxa da Ucrânia em 6 de janeiro de 2019.
A resolução foi aprovada por unanimidade pelo concílio, bem como um discurso ao presidente Vladimir Zelensky.
Finalmente, Filareto declarou que não há necessidade de se preocupar se o Patriarcado de Kiev não for reconhecido. “Não precisamos que a igreja seja reconhecida, mas que seja santa e apostólica”, disse ele.
Insatisfeito com a autocefalia parcial concedida por Constantinopla, Filareto deixou a Igreja Ortodoxa da Ucrânia  para reviver o Patriarcado de Kiev. Desde então, ele tem consagrado ativamente novos bispos para seu grupo, enquanto o Sínodo da Igreja Ortodoxa da Ucrânia continuou a insistir que ele ainda era um membro de seu grupo.
No entanto, em 4 de fevereiro de 2020, a Igreja Ortodoxa da Ucrânia finalmente decidiu removê-lo como membro do Sínodo e enviá-lo para a aposentadoria.
Em 17 de dezembro de 2020, Filareto e outros consagraram seu 12º hierarca, Mikhail Kovalyuk de Kherson, ex-membro da Igreja Ortodoxa da Ucrânia. Kovalyuk foi eleito ao episcopado em 12 de dezembro de 2020, quando um concílio do Patriarcado de Kiev também criou a diocese que ele agora lidera.

## Estrutura

### Episcopado
O episcopado da Igreja Ortodoxa Ucraniana do Patriarcado de Kiev em 22 de janeiro de 2022:
- Patriarca de Kiev e Toda Rússia-Ucrânia, Filareto (Denisenko);
- Metropolita de Belgorod e Oboyan, Joasaph (Shibaev);
- Arcebispo de Falesti e Moldávia Oriental, Filareto (Pancu);
- Arcebispo de Pereyaslavl e Belotserkovsky, Andrei (Marutsak);
- Bispo de Sumy e Akhtyrka, administrador da diocese de Poltava, Nikodim (Kobzar);
- Bispo (Metropolitano) de Quersonesos e Volnovakha, Auxenty (Marines);
- Bispo de Dnipro e Krivoy Rog, Daniel (Kudybin);
- Bispo de Khmelnitsky e Kamenetz-Podolsky, Varsonofy (Kachan);
- Bispo de Odessa e Báltico, Nikon (Grabablyuk);
- Bispo de Chernivtsi e Bukovyna, Nikon (Shinkaryuk);
- Bispo de Kherson e Taurida, Mikhail (Kovalyuk);
- Bispo (Metropolitano) de Mariupol e Feodosia, Chrysostomos (Kallis);
- Bispo de Valuisky, vigário da diocese de Belgorod, Peter (Moskalev);
- Bispo de Filadélfia, vigário da diocese de Quieve, administrador das paróquias nos EUA e Canadá, Luka (Zgoba).